# Ingram MAC-10
MAC-10 (англ. Military Armament Corporation Model 10, официально как M10) — компактный пистолет-пулемёт, разработанный в США.

## История
Первый прототип М10 американский конструктор Гордон Б. Ингрэм (работавший в частной оружейной фирме «Erquiaga Arms» в штате Калифорния) начал разрабатывать в 1964 году. В августе 1964 года была завершена работа по созданию комплекта чертежей, в сентябре 1964 года первый прототип этого оружия был изготовлен и в октябре 1964 года — включён в каталог продукции фирмы «Erquiaga Arms». Однако 17 февраля 1965 года во время проверки деятельности фирмы «Erquiaga Arms» прототип был конфискован полицейскими.
В 1966 году он изготовил второй прототип М10 (под магазин от 9-мм английского пулемёта STEN), который предложил представителям министерства обороны США в качестве замены пистолета М1911А1 для отдельных категорий военнослужащих США, а также начал предлагать изготовление М10 на экспорт.
В дальнейшем, по заказу компании «Sionics Ltd.» из штата Джорджия он изготовил первый М10 под патрон .45 АСР (этот прототип был оснащён переделанным магазином от пистолета-пулемёта М3А1).
В 1969 году Ингрэм стал инженером компании «Sionics Ltd.». В 1970 году компания переехала и переименовала себя в «Military Armament Corporation» (МАС). В 1969—1970 гг. M10 демонстрировали на военных базах Форт-Беннинг, Форт-Гордон и в Куантико, однако заказов от государственных структур США не было.
В 1970 году началось серийное производство М10 (под наименованием MAC Ingram Model 10) под патроны .45 ACP (11,43×23) и 9mm Parabellum (9×19). Вскоре в производство пошла ещё одна модель — MAC Ingram Model 11 под патрон 9×17 мм К (.380 АСР).
28 марта 1972 года Гордон Ингрэм получил патент на конструкцию магазина для М10 и М11.
В 1974 году госдепартамент США запретил экспорт пистолетов-пулемётов, оснащенных глушителями, после чего продажи М10 и М11 сократились, а положение компании МАС осложнилось. В 1975 году компания МАС была признана банкротом, в 1976 году на аукционе было распродано её имущество (в том числе, выпущенное, но не проданное оружие — 2500 шт. М10 под патрон 9×19 мм с 1000 глушителями к ним, 6400 шт. М10 под патрон .45 АСР с 875 глушителями к ним и 175 шт. М11 под патрон .380 АСР с 50 глушителями к ним). В результате, это оружие оказалось на внутреннем рынке США по очень низкой стоимости и до конца 1970х годов продавалось по цене около 85 долларов.
В 1978 году выкупившая комплекты деталей и права на производство компания «RPB Industries, Inc.» из города Атланта (штат Джорджия) возобновила производство полуавтоматических вариантов М10 и М11.
13 сентября 1994 года импорт ранее выпущенных пистолетов-пулемётов MAC-10, MAC-11 (и их конструктивных аналогов иностранного производства) на территорию США был запрещён.

## Устройство и принцип действия
Оружие является дешёвым и технологичным в производстве, многие основные детали производятся из стального листа методом холодной штамповки и точечной сварки.
Автоматика работает за счёт свободного затвора. Затвор при стрельбе на две трети набегает на ствол, что значительно уменьшает длину оружия. Канал ствола при выстреле запирается подпружиненным затвором.
Ствол крепится в затворной коробке на резьбе и фиксируется штифтом. На стволе имеется резьба для крепления быстросъёмного глушителя.
Ударно-спусковой механизм позволяет ведение автоматического и одиночного огня. Переводчик огня расположен с левой стороны оружия, чуть дальше проёма спусковой скобы. Предохранитель расположен над спусковой скобой, перед спусковым крючком. Рукоятка взведения затвора, находящаяся сверху ствольной коробки, также может выполнять роль предохранителя. Для постановки оружия на предохранитель нужно повернуть рукоятку взведения затвора вокруг продольной оси. При этом рукоятка перекрывает линию прицеливания, сигнализируя о включенном предохранителе. MAC-11 отличается от MAC-10 только применяемым патроном. Плечевой упор выполнен из толстой проволоки и вдвигается в ствольную коробку. Прицел диоптрический, нерегулируемый.

## Характеристики и применение
Основная идея, заложенная в конструкцию — максимальная простота и дешевизна. Но малая длина ствола, высокая скорострельность, низкая масса оружия и патрон .45 ACP, имеющий большой импульс отдачи (по меркам пистолетного патрона), делают стрельбу очень неточной. Оружие имеет очень большой разброс — при стрельбе на 25 метров попадание в цель на практике маловероятно. Как следствие, MAC-10 сейчас не используется военными — даже низкая цена и небольшие размеры не делают его привлекательным оружием.

## Варианты и модификации
- MAC-10
- MAC-11
- MP-A1 Defender — в 2010 году американская фирма «MasterPiece Arms, Inc.» (штат Джорджия) разработала вариант модернизации ранее выпущенных MAC-10 и MAC-11 в самозарядные карабины. Оружие оснащают новым 16-дюймовым стволом с пластмассовым цевьем, телескопическим прикладом от AR-15, на крышку ствольной коробки устанавливается прицельная планка для возможности установки современных прицелов[6].

Позднее, американская фирма «Lage Manufacturing LLC» разработала комплект деталей для модернизации ранее выпущенных пистолет-пулемётов M10 (более удобный приклад, более удобную пластмассовую рукоять и крышку ствольной коробки с прицельной планкой Пикатинни). Модернизированные пистолеты-пулемёты предлагают под наименованием MAX-10.
В Бразилии компания ENARM выпускала копию «ингрэма» под наименованием MSM, в ЮАР выпускался сходный по конструкции пистолет-пулемёт Armscor BXP.
Также известны случаи изготовления копий и конструктивных аналогов «ингрэм» в кустарных условиях криминальными элементами.

## Страны-эксплуатанты
В период с начала производства до начала 1986 года пистолеты-пулемёты М10 и М11 различных модификаций были проданы в 20 стран мира, но в каждую из них они экспортировались в небольшом количестве (от 50 шт. до 1000 шт.).
- Аргентина[1][3]
- Боливия[1][3]
- Бразилия[1][3]
- Великобритания[8] - незначительное количество было закуплено для спецподразделений[3]
- Венесуэла[1][3]
- Гватемала[1][3]
- Гондурас[3]
- Доминиканская Республика[8][3]
- Израиль[1][3]
- Индонезия[1][3]
- Иордания[1][3]
- Испания:[1][3] используется полицией[9].
- Колумбия[8][3] - в 1977 году 395 шт. М10 были закуплены для армейских спецподразделений, но в дальнейшем они были переданы спецподразделениям полиции[10]
- Мексика[1][3]
- Португалия[1][3]
- Саудовская Аравия[1][8]
- США: продавались частным лицам[1], с 1969 года использовались спецназом во Вьетнаме[2], включая Long Range Reconnaissance Patrol и SEAL[8][11]. На вооружении спецподразделения "Дельта" MAC-10 оставались даже в 2008 году[12]
- Таиланд[1][3]
- Чили[8] - некоторое количество 9-мм MAC-11 было закуплено для спецподразделений[13], но после появления на вооружении FAMAE SAF их количество уменьшается[14]
- Южная Корея[3] - некоторое количество было передано в 1970е годы из США для армейских спецподразделений[15]
- Эквадор[3]